# Isabella Acres
Isabella Acres (Atlanta, 21 de febrero de 2001) es una actriz estadounidense.

## Primeros años
Acres nació en Atlanta, donde descubrió su amor por la actuación en el teatro de los niños. Anteriormente se trasladó a Los Ángeles, su hermana Ava Acres también es actriz.

## Apariciones
Acres apareció en un episodio de Monk en 2007, así como en varios episodios de The Mentalist donde interpreta a Jane (la hija de Simon Baker) y en la exitosa serie de televisión Hannah Montana. Fue nominada a la Mejor Actuación en una Serie de TV, Invitado protagonizada por la actriz joven en el Young Artist Awards 2009 por su actuación en The Mentalist.
En la actualidad se la puede ver en el papel recurrente de Soleil Friedman en la segunda temporada de la serie de televisión de la Fox Touch.

## Filmografía

### Televisión
| Año         | Serie                            | Papel                       | Episodio/Notas                              |
| ----------- | -------------------------------- | --------------------------- | ------------------------------------------- |
| 2007        | Monk                             | Otra niña                   | "Mr. Monk and the Man Who Shot Santa Claus" |
| 2008        | The Mentalist                    | Charlotte Jane              | "Redwood", Papel recurrente                 |
| 2008        | Hannah Montana                   | Chiquilla                   | "Killing Me Softly with His Height"         |
| 2009 - 2015 | Phineas and Ferb                 | Katie                       | "Bubble Boys"                               |
| 2009 - 2015 | Phineas and Ferb                 | Katie                       | "Isabella and the Temple of Sap"            |
| 2009 - 2015 | Phineas and Ferb                 | Katie                       | "Thaddeus and Thor"                         |
| 2009 - 2015 | Phineas and Ferb                 | Katie                       | "De Plane! De Plane!"                       |
| 2009 - 2015 | Phineas and Ferb                 | Katie                       | "Phineas and Ferb: Summer Belongs to You!"  |
| 2009 - 2015 | Better Off Ted                   | Rose Crisp                  | Recurrente en temporadas 1-2                |
| 2010        | Scooby-Doo! Mystery Incorporated | Mary-Ann Geerdon            | "The Song of Mystery", papel de voz         |
| 2011        | Desperate Housewives             | Jenny Hunter-McDermott      | "I'm Still Here"                            |
| 2011        | Desperate Housewives             | Jenny Hunter-McDermott      | "Searching"                                 |
| 2011        | Desperate Housewives             | Jenny Hunter-McDermott      | "Watch While I Revise the World"            |
| 2011        | The Middle                       | Autumn Wagner               | "Valentines Day II"                         |
| 2011        | Adventure Time                   | Princesa Bubblegum de joven | "Mortal Recoil"                             |
| 2011        | Adventure Time                   | Princesa Bubblegum de joven | "Too Young"                                 |
| 2011        | The Event                        | Mary "The Little Girl"      | "The Beginning of the End"                  |
| 2011        | Beyond the Blackboard            | Dana                        | Telefilm                                    |
| 2013        | Touch                            | Soleil Friedman             | Recurring role in Season 2                  |

### Películas
| Año  | Película                                | Papel                    | Notas                |
| ---- | --------------------------------------- | ------------------------ | -------------------- |
| 2006 | Air Buddies                             | Rosebud Sound Alike      | DVD Special Features |
| 2007 | 30 Days of Night                        | Little Vampire Girl      | ADR                  |
| 2007 | Fred Claus                              | Little Girl              | ADR                  |
| 2007 | Life with Fiona                         | Dancing Girl             |                      |
| 2008 | Dr. Seuss' Horton Hears a Who!          | ADR                      |                      |
| 2008 | The Women                               | ADR                      |                      |
| 2008 | Four Christmases                        | ADR                      |                      |
| 2009 | Cloudy with a Chance of Meatballs       | ADR                      |                      |
| 2010 | A Nightmare on Elm Street               | ADR                      |                      |
| 2010 | El plan B                               | ADR                      |                      |
| 2010 | Más allá de la vida                     | ADR                      |                      |
| 2010 | How Do You Know                         | ADR                      |                      |
| 2010 | El Oso Yogui: La película               | ADR                      |                      |
| 2010 | Little Fockers                          | ADR                      |                      |
| 2010 | The Last Airbender                      | ADR                      |                      |
| 2010 | Free Willy 4: Escape from Pirate's Cove | Kirra Cooper Sound Alike |                      |
| 2010 | The Future                              | Gabriella                |                      |
| 2012 | Diary of a Wimpy Kid 3: Dog Days        | Additional Voices        |                      |
| 2012 | Wreck-It Ralph                          | Additional Voices        |                      |
| 2013 | Despicable Me 2                         | Additional Voices        |                      |
| 2013 | Scooby-Doo! Stage Fright                | Emma Gale                |                      |